# Bear Feat
Bear Feat (1949) est un cartoon réalisé par Chuck Jones mettant en scène Les trois ours.

## Résumé
Après avoir frappé Junyer, qui le dérangeait, Henry apprend dans un journal que l'on recherche des ours pour un cirque et qu'ils seraient grassement payés. Ma tente de prévenir Henry, mais Junyer le fait tourner comme une balle avec ses pieds en chantant avant d'être rejoint par Ma. En voulant faire du funambulisme sur monocycle, Junyer propulse, par son poids, Henry dans la cheminée avant de répéter le même gag avec le trapèze sauf que cette fois, Henry s'assomme sur une branche. Le père ours essaye le numéro du cerceau avant de s'assommer sur Junyer qui, lui aussi, sautait en même temps. Henry tente de se venger en lançant des balles sur Junyer mais sa propre balle rebondit sur le crâne du bébé ours avant d'assommer Henry. Junyer, en voulant exécuter le numéro du saut, réussit à propulser Henry pendant une journée avant que le papa ours ne s'écrase. Henry tente de faire le numéro du plongeon sans se douter que Junyer a vidé entretemps le bac où Henry était censé plonger. Le père ours termine couvert de pansements après que Junyer ait jeté une peau de banane alors qu'il était à moto et s'aperçoit que l'article date de 21 ans. Henry, complètement fou, tente de se suicider avant d'être sauvé par Junyer.